# Oxford (Michigan)
Oxford è un villaggio degli Stati Uniti d'America, situato nello Stato del Michigan, nella contea di Oakland.